# Djurs Sommerland

Djurs Sommerland är ett sommarland på Djursland.
Parken öppnades 1981 och utvidgades de följande åren. Parkens namn talar om att den bara står öppen under de lokala somrarna. Den brukar öppna kring den 10 maj, och säsongen brukar pågår fram till de första dagarna i september.

### Fotnoter
1. ↑  ”Succeshistorien om Djurs Sommerland” (på danska). Djurs Sommerland. http://djurssommerland.dk/presse/pressekontakt/succeshistorien-om-djurs-sommerland/. Läst 26 mars 2016.